# Dominique Bradley
Dominique "Dom" Deshon Bradley (ur. 10 marca 1989) – amerykański zapaśnik walczący w stylu wolnym. Złoty medalista mistrzostw panamerykańskich w 2016, 2017 i 2023. Pierwszy w Pucharze Świata w 2018 roku.
Zawodnik Blue Springs High School i University of Central Missouri. Dwa razy All-American w NCAA Division I; trzeci w 2011 i czwarty w 2013 roku.